# Breakfast in America Tour
Die Breakfast in America Tour war eine weltweite Konzerttournee der britischen Rockband Supertramp. Sie diente zur Unterstützung ihres namensgebenden erfolgreichen Albums Breakfast in America.

## Hintergrund
Die Breakfast in America Tour begann am 16. März 1979 in Boulder und endete nach insgesamt 127 Konzerten in Nordamerika und Europa in Zürich. Aufgrund ihrer kostspieligen Konzertprojektion, die von zahlreichen Spezialeffekten, einer beeindruckenden von 52 Tonnen Material für die Lichtanlage, das Soundsystem und eine Videoleinwand im Bühnenhintergrund im Wert von umgerechnet fünf Millionen Dollar und einem 40-köpfigen Team begleitet wurde, setzte die Gruppe neue Maßstäbe, was Bühnenshows bei Rockkonzerten betraf.
Obwohl es bei den Aufnahmen zum Album Breakfast in America Gerüchten zufolge zu Differenzen zwischen den Musikern (insbesondere zwischen Roger Hodgson und Rick Davies) gekommen sein soll, war bei den Konzerten nichts davon zu spüren und Supertramp präsentierten sich in virtuoser und bester Spiellaune. Viele Konzerte waren schnell ausverkauft, so dass es in einigen Städten aufgrund der hohen Zuschauernachfrage zu teilweise mehreren Zusatzkonzerten kam. Die positive Grundstimmung des Albums Breakfast in America so wie den Liedern früherer Supertramp-Alben seit 1974 wurde von den Musikern erfolgreich ins Publikum weiterkommuniziert. Am Ende der zehnmonatigen Tournee beschlossen die Bandmitglieder, eine längere Pause vom Touren und von den Plattenaufnahmen einzulegen, die 1982 mit dem nächsten Studioalbum “…famous last words…” beendet wurde.

## Liveaufnahmen
Im September 1980 erschien mit dem Live-Doppelalbum Paris das erste Livealbum von Supertramp, das aus Liveaufnahmen der vier Konzerte im Pavillon de Paris Ende November/Anfang Dezember 1979 entstanden war. Aus Platzgründen wurde für dieses Album jedoch auf die ebenfalls aufgeführten und aufgenommenen Lieder Give a Little Bit, Goodbye Stranger, Even in the Quietest Moments…, Downstream, Child of Vision und Another Man’s Woman verzichtet.
Beim dritten der vier Auftritte in Paris am 1. Dezember 1979 entstand zudem Filmmaterial für einen möglichen Konzertfilm. Die Filmrollen verblieben jedoch in den Archiven der Band und galten später lange Zeit als verschollen, bis 2006 in Nordkalifornien in der Scheune von Supertramp-Schlagzeuger Bob Siebenberg eine Kopie gefunden wurde. Die Filmrollen befanden sich in einem desaströsen Zustand und waren teils mit Kuhdung verschmutzt. Anschließend wurden sie in mehreren Studios in einem aufwändigen Verfahren digital überarbeitet. Am 27. August 2012, fast genau 32 Jahre nach Erscheinen des Livealbums, wurde der entstandene Konzertfilm unter dem Titel Live in Paris ’79 auf DVD und Blu-ray veröffentlicht.

## Setlist

### Beispiel-Setlist
- School
- Ain’t Nobody But Me
- The Logical Song
- Goodbye Stranger
- Breakfast in America
- Bloody Well Right
- Hide in Your Shell
- From Now On
- Child of Vision
- Even in the Quietest Moments…
- You Started Laughing
- A Soapbox Opera
- Asylum
- Downstream
- Give a Little Bit
- Dreamer
- Rudy
- Take the Long Way Home
- Another Man’s Woman
- Fool’s Overture
- Two of Us
- Crime of the Century

## Tourdaten
| Nr.                 | Datum               | Stadt               | Land                | Veranstaltungsort                      |
| Leg 1 – Nordamerika | Leg 1 – Nordamerika | Leg 1 – Nordamerika | Leg 1 – Nordamerika | Leg 1 – Nordamerika                    |
| ------------------- | ------------------- | ------------------- | ------------------- | -------------------------------------- |
| 1                   | 16. März 1979       | Boulder             | Vereinigte Staaten  | Balch Fieldhouse                       |
| 2                   | 18. März 1979       | St. Louis           | Vereinigte Staaten  | Checkerdome                            |
| 3                   | 19. März 1979       | St. Louis           | Vereinigte Staaten  | Checkerdome                            |
| 4                   | 20. März 1979       | Kansas City         | Vereinigte Staaten  | Municipal Auditorium                   |
| 5                   | 22. März 1979       | Milwaukee           | Vereinigte Staaten  | MECCA Arena                            |
| 6                   | 23. März 1979       | Milwaukee           | Vereinigte Staaten  | MECCA Arena                            |
| 7                   | 24. März 1979       | St. Paul            | Vereinigte Staaten  | Civic Center                           |
| 8                   | 25. März 1979       | Madison             | Vereinigte Staaten  | Dane County Veterans Memorial Coliseum |
| 9                   | 27. März 1979       | Ashwaubenon         | Vereinigte Staaten  | Brown County Veterans Memorial Arena   |
| 10                  | 28. März 1979       | Chicago             | Vereinigte Staaten  | International Amphitheatre             |
| 11                  | 3. April 1979       | Inglewood           | Vereinigte Staaten  | The Forum                              |
| 12                  | 4. April 1979       | Inglewood           | Vereinigte Staaten  | The Forum                              |
| 13                  | 5. April 1979       | Oakland             | Vereinigte Staaten  | Coliseum Arena                         |
| 14                  | 8. April 1979       | Tucson              | Vereinigte Staaten  | Community Center                       |
| 15                  | 9. April 1979       | Phoenix             | Vereinigte Staaten  | Arizona Veterans Memorial Coliseum     |
| 16                  | 11. April 1979      | San Diego           | Vereinigte Staaten  | Sports Arena                           |
| 17                  | 12. April 1979      | Fresno              | Vereinigte Staaten  | Selland Arena                          |
| 18                  | 13. April 1979      | Fresno              | Vereinigte Staaten  | Selland Arena                          |
| 19                  | 15. April 1979      | Spokane             | Vereinigte Staaten  | Coliseum                               |
| 20                  | 16. April 1979      | Missoula            | Vereinigte Staaten  | Adam Fieldhouse                        |
| 21                  | 18. April 1979      | Seattle             | Vereinigte Staaten  | Center Coliseum                        |
| 22                  | 19. April 1979      | Portland            | Vereinigte Staaten  | Memorial Coliseum                      |
| 23                  | 20. April 1979      | Pullman             | Vereinigte Staaten  | Beasley Coliseum                       |
| 24                  | 22. April 1979      | Corvallis           | Vereinigte Staaten  | Gill Coliseum                          |
| Leg 2 – Nordamerika |                     |                     |                     |                                        |
| 25                  | 30. April 1979      | Tulsa               | Vereinigte Staaten  | Assembly Center                        |
| 26                  | 1. Mai 1979         | Norman              | Vereinigte Staaten  | Lloyd Noble Center                     |
| 27                  | 2. Mai 1979         | Fort Worth          | Vereinigte Staaten  | Tarrant County Convention Center       |
| 28                  | 4. Mai 1979         | San Antonio         | Vereinigte Staaten  | HemisFair Arena                        |
| 29                  | 5. Mai 1979         | Houston             | Vereinigte Staaten  | Sam Houston Coliseum                   |
| 30                  | 9. Mai 1979         | Nashville           | Vereinigte Staaten  | Municipal Auditorium                   |
| 31                  | 11. Mai 1979        | Miami               | Vereinigte Staaten  | Jai-Alai Fronton                       |
| 32                  | 12. Mai 1979        | Miami               | Vereinigte Staaten  | Jai-Alai Fronton                       |
| 33                  | 13. Mai 1979        | St. Petersburg      | Vereinigte Staaten  | Bayfront Center                        |
| 34                  | 14. Mai 1979        | Lakeland            | Vereinigte Staaten  | Civic Center                           |
| 35                  | 15. Mai 1979        | Atlanta             | Vereinigte Staaten  | The Omni                               |
| 36                  | 16. Mai 1979        | Greensboro          | Vereinigte Staaten  | Coliseum                               |
| 37                  | 17. Mai 1979        | Landover            | Vereinigte Staaten  | Capital Center                         |
| 38                  | 18. Mai 1979        | Piscataway          | Vereinigte Staaten  | Rutgers Athletic Center                |
| 39                  | 20. Mai 1979        | Detroit             | Vereinigte Staaten  | Cobo Hall                              |
| 40                  | 21. Mai 1979        | Buffalo             | Vereinigte Staaten  | Memorial Auditorium                    |
| 41                  | 23. Mai 1979        | Boston              | Vereinigte Staaten  | Music Hall                             |
| 42                  | 24. Mai 1979        | Boston              | Vereinigte Staaten  | Music Hall                             |
| 43                  | 25. Mai 1979        | Philadelphia        | Vereinigte Staaten  | Spectrum                               |
| 44                  | 26. Mai 1979        | Rochester           | Vereinigte Staaten  | Community War Memorial                 |
| 45                  | 27. Mai 1979        | Troy                | Vereinigte Staaten  | Houston Field House                    |
| 46                  | 29. Mai 1979        | Utica               | Vereinigte Staaten  | Memorial Auditorium                    |
| 47                  | 30. Mai 1979        | Springfield         | Vereinigte Staaten  | Civic Center                           |
| 48                  | 31. Mai 1979        | New York City       | Vereinigte Staaten  | Madison Square Garden                  |
| 49                  | 2. Juni 1979        | Cincinnati          | Vereinigte Staaten  | Riverfront Stadium                     |
| 50                  | 3. Juni 1979        | Indianapolis        | Vereinigte Staaten  | Market Square Arena                    |
| 51                  | 4. Juni 1979        | Pittsburgh          | Vereinigte Staaten  | Civic Arena                            |
| 52                  | 5. Juni 1979        | Landover            | Vereinigte Staaten  | Capital Center                         |
| 53                  | 6. Juni 1979        | Columbus            | Vereinigte Staaten  | Veterans Memorial Auditorium           |
| 54                  | 7. Juni 1979        | Buffalo             | Vereinigte Staaten  | Memorial Auditorium                    |
| 55                  | 8. Juni 1979        | Richfield           | Vereinigte Staaten  | Coliseum                               |
| 56                  | 9. Juni 1979        | Birmingham          | Vereinigte Staaten  | Boutwell Memorial Auditorium           |
| 57                  | 10. Juni 1979       | Richmond            | Vereinigte Staaten  | Coliseum                               |
| 58                  | 11. Juni 1979       | Hampton             | Vereinigte Staaten  | Coliseum                               |
| 59                  | 14. Juni 1979       | Bloomington         | Vereinigte Staaten  | Metropolitan Sports Center             |
| 60                  | 16. Juni 1979       | East Troy           | Vereinigte Staaten  | Alpine Valley Music Theatre            |
| 61                  | 17. Juni 1979       | East Troy           | Vereinigte Staaten  | Alpine Valley Music Theatre            |
| 62                  | 18. Juni 1979       | East Troy           | Vereinigte Staaten  | Alpine Valley Music Theatre            |
| Leg 3 – Nordamerika |                     |                     |                     |                                        |
| 63                  | 9. Juli 1979        | Winnipeg            | Kanada              | Convention Centre                      |
| 64                  | 10. Juli 1979       | Winnipeg            | Kanada              | Convention Centre                      |
| 65                  | 11. Juli 1979       | Winnipeg            | Kanada              | Convention Centre                      |
| 66                  | 14. Juli 1979       | Kitchener           | Kanada              | Memorial Auditorium                    |
| 67                  | 16. Juli 1979       | London              | Kanada              | J.W. Little Memorial Stadium           |
| 68                  | 19. Juli 1979       | Toronto             | Kanada              | Exhibition Stadium                     |
| 69                  | 20. Juli 1979       | Toronto             | Kanada              | Exhibition Stadium                     |
| 70                  | 21. Juli 1979       | Toronto             | Kanada              | Exhibition Stadium                     |
| 71                  | 24. Juli 1979       | Montréal            | Kanada              | Stade de Parc Jarry                    |
| 72                  | 25. Juli 1979       | Montréal            | Kanada              | Stade de Parc Jarry                    |
| 73                  | 28. Juli 1979       | Ottawa              | Kanada              | Lansdowne Park                         |
| 74                  | 30. Juli 1979       | Moncton             | Kanada              | Coliseum                               |
| 75                  | 31. Juli 1979       | Halifax             | Kanada              | Forum                                  |
| 76                  | 5. August 1979      | Calgary             | Kanada              | McMahon Stadium                        |
| 77                  | 7. August 1979      | Edmonton            | Kanada              | Northlands Coliseum                    |
| 78                  | 8. August 1979      | Edmonton            | Kanada              | Northlands Coliseum                    |
| 79                  | 11. August 1979     | Vancouver           | Kanada              | Empire Stadium                         |
| Leg 4 – Europa      |                     |                     |                     |                                        |
| 80                  | 30. September 1979  | Frankfurt am Main   | Deutschland         | Festhalle                              |
| 81                  | 1. Oktober 1979     | Mannheim            | Deutschland         | Eisstadion am Friedrichspark           |
| 82                  | 3. Oktober 1979     | München             | Deutschland         | Olympiahalle                           |
| 83                  | 4. Oktober 1979     | München             | Deutschland         | Olympiahalle                           |
| 84                  | 5. Oktober 1979     | München             | Deutschland         | Olympiahalle                           |
| 85                  | 7. Oktober 1979     | Dortmund            | Deutschland         | Westfalenhalle                         |
| 86                  | 8. Oktober 1979     | Dortmund            | Deutschland         | Westfalenhalle                         |
| 87                  | 10. Oktober 1979    | Wien                | Osterreich          | Stadthalle                             |
| 88                  | 12. Oktober 1979    | Köln                | Deutschland         | Sporthalle                             |
| 89                  | 13. Oktober 1979    | Köln                | Deutschland         | Sporthalle                             |
| 90                  | 15. Oktober 1979    | Rotterdam           | Niederlande         | Sportpaleis Ahoy’                      |
| 91                  | 16. Oktober 1979    | Rotterdam           | Niederlande         | Sportpaleis Ahoy’                      |
| 92                  | 17. Oktober 1979    | Rotterdam           | Niederlande         | Sportpaleis Ahoy’                      |
| 93                  | 19. Oktober 1979    | Antwerpen           | Belgien             | Sportpaleis                            |
| 94                  | 21. Oktober 1979    | Bremen              | Deutschland         | Stadthalle                             |
| 95                  | 22. Oktober 1979    | Bremen              | Deutschland         | Stadthalle                             |
| 96                  | 25. Oktober 1979    | Drammen             | Norwegen            | Drammenshallen                         |
| 97                  | 26. Oktober 1979    | Göteborg            | Schweden            | Scandinavium                           |
| 98                  | 27. Oktober 1979    | Göteborg            | Schweden            | Scandinavium                           |
| 99                  | 30. Oktober 1979    | London              | England             | Wembley Arena                          |
| 100                 | 31. Oktober 1979    | London              | England             | Wembley Arena                          |
| 101                 | 1. November 1979    | London              | England             | Wembley Arena                          |
| 102                 | 2. November 1979    | London              | England             | Wembley Arena                          |
| 103                 | 4. November 1979    | Berlin              | Deutschland         | Deutschlandhalle                       |
| 104                 | 5. November 1979    | Berlin              | Deutschland         | Deutschlandhalle                       |
| 105                 | 8. November 1979    | Barcelona           | Spanien             | Palau Municipal d’Esports              |
| 106                 | 9. November 1979    | Barcelona           | Spanien             | Palau Municipal d’Esports              |
| 107                 | 10. November 1979   | Barcelona           | Spanien             | Palau Municipal d’Esports              |
| 108                 | 12. November 1979   | Madrid              | Spanien             | Pabellón de la Ciudad Deportiva        |
| 109                 | 13. November 1979   | Madrid              | Spanien             | Pabellón de la Ciudad Deportiva        |
| 110                 | 15. November 1979   | Cascais             | Portugal            | Pavilhão do Grupo Dramático e Sportivo |
| 111                 | 16. November 1979   | Cascais             | Portugal            | Pavilhão do Grupo Dramático e Sportivo |
| 112                 | 19. November 1979   | Bordeaux            | Frankreich          | Parc des Expositions                   |
| 113                 | 20. November 1979   | Avignon             | Frankreich          | Parc des Expositions de Châteaublanc   |
| 114                 | 21. November 1979   | Straßburg           | Frankreich          | Hall Rhénus                            |
| 115                 | 22. November 1979   | Lyon                | Frankreich          | Palais des Sports                      |
| 116                 | 23. November 1979   | Dijon               | Frankreich          | Parc des Expositions                   |
| 117                 | 25. November 1979   | Nizza               | Frankreich          | Unknown Venue                          |
| 118                 | 27. November 1979   | Nantes              | Frankreich          | Palais des Sports de Beaulieu          |
| 119                 | 29. November 1979   | Paris               | Frankreich          | Pavillon de Paris                      |
| 120                 | 30. November 1979   | Paris               | Frankreich          | Pavillon de Paris                      |
| 121                 | 1. Dezember 1979    | Paris               | Frankreich          | Pavillon de Paris                      |
| 122                 | 2. Dezember 1979    | Paris               | Frankreich          | Pavillon de Paris                      |
| 123                 | 4. Dezember 1979    | Böblingen           | Deutschland         | Sporthalle                             |
| 124                 | 5. Dezember 1979    | Böblingen           | Deutschland         | Sporthalle                             |
| 125                 | 7. Dezember 1979    | Frankfurt am Main   | Deutschland         | Festhalle                              |
| 126                 | 8. Dezember 1979    | Zürich              | Schweiz             | Hallenstadion                          |
| 127                 | 9. Dezember 1979    | Zürich              | Schweiz             | Hallenstadion                          |

## Band
- Rick Davies: Gesang, Klavier, Wurlitzer electric piano, Hammondorgel, ARP Omni 2, Elka Rhapsody 610 string machines, Oberheim OB-1, Oberheim Four Voice synthesizers, Hohner Clavinet, Mundharmonika, Tamburin
- Roger Hodgson: Gesang, Gitarre, Klavier, Wurlitzer electric piano, ARP Omni 2, Elka Rhapsody 610, Oberheim Four-Voice synthesizers
- John Helliwell: Saxophon, Klarinette, Synthesizer, Hammondorgel bei Ain’t Nobody But Me und Goodbye Stranger, Trillerpfeife bei The Logical Song, Hintergrundgesang
- Dougie Thomson: Bass, Hammondorgel bei School, zusätzlicher Synthesizer bei Fool’s Overture, Hintergrundgesang
- Bob Siebenberg: Schlagzeug, Percussion, Hintergrundgesang